# Le Pornographe (album)
Le Pornographe è il sesto album del cantautore francese Georges Brassens ed è stato pubblicato nel 1958.
In questo disco, continua con la sua provocazione verso il perbenismo e i borghesi (La ronde des jurons, Le pornographe e La femme d'Hector), suoi zimbelli favoriti assieme al clero e ai rappresentanti dell'ordine e della legge; tuttavia inserisce anche canzoni più malinconiche come Le père Noel et la petite fille, un'amara e attuale favola stridente, e Comme une soeur, che assomiglia ad una conta per bambini, grazie ai suoi versi raddoppiati.

## Tracce
(Testi e musiche di Georges Brassens)
1. Le vieux Léon– 3:46
2. La ronde des jurons – 2:37
3. À l'ombre du coeur de ma mie – 2:55
4. Le pornographe – 3:40
5. Le Père Noël et la petite fille - 2:11
6. La femme d'Hector – 4:05
7. Bonhomme – 2:04
8. Les funérailles d'antan - 3:57
9. Le cocu – 3:29
10. Comme une soeur - 2:37

## Musicisti
- Georges Brassens: voce, chitarra
- Pierre Nicolas: contrabbasso
- Jean Bonal: seconda chitarra

## Discografia connessa
2003: CD  Le Pornographe, Mercury/Universal (077 243-3)